# Ескадра різнорідних сил (Україна)
Ескадра різнорідних сил (ЕсРС, в/ч А0285) — основне морське об'єднання різних родів військово-морських сил України. Пізніше на його основі в 2000-х роках було створено Центр морських операцій (в/ч А0825, м. Севастополь).

## Історія
Виконувала службові обов'язки та відповідальні завдання з захисту морських рубежів країни, особовий склад об'єднання з високою якістю виконувало і задачі, поставлені на міжнародних навчаннях та під час далеких морських походів. Починаючи з навчань «Дайвекс» у 2002 році, особовий склад об'єднання брав участь у багатьох міжнародних маневрах, зокрема «Кооператив партнер», «Сорбет ройал», «Фарватер миру», «Бріліант марінер», гідно репрезентував Військово-Морський Прапор та нашу державу в портах Болгарії, Італії, Греції, Грузії, Росії, Румунії, Туреччини, Сербії та Чорногорії. Також з 2001 року кораблі ескадри різнорідних сил українського флоту брали участь в активаціях Чорноморської групи військово-морського співробітництва BLACKSEAFOR.

## Структура
- корабель управління «Славутич» (капітан 2 рангу Станіслав Ковальов)
- корвет «Луцьк» (капітан-лейтенант Сергій Дорошенко)
- окремий береговий ракетний дивізіон, (майор Ігор Колижнюк)
- загін протидиверсійних сил та засобів (підполковник Олексій Станкевич)

## Командування
- контрадмірал Тенюх Ігор Йосипович (14 травня 2001 — 2005)
- капітан I рангу Заремба Віктор Адамович (3 березня 2006 —)[2][3]